# Каньясгордас
Каньясгордас (исп. Cañasgordas) — город и муниципалитет на западе Колумбии, на территории департамента Антьокия. Входит в состав субрегиона Западная Антьокия.

## История
До прихода испанцев на территории муниципалитета обитали представители индейского племени es:Catíos.
Поселение из которого позднее вырос город было основано 1 января 1773 года. Муниципалитет Каньясгордас был выделен в отдельную административную единицу в 1823 году.

## Географическое положение
Город расположен в западной части департамента, в гористой местности Западной Кордильеры, на расстоянии приблизительно 69 километров к северо-западу от Медельина, административного центра департамента. Абсолютная высота — 1770 метров над уровнем моря.

Муниципалитет Каньясгордас граничит на севере с муниципалитетами Урамита и Пеке, на востоке — с муниципалитетом Буритика, на юго-востоке — с муниципалитетом Хиральдо, на юго-западе — с муниципалитетом Абрьяки, на западе — с муниципалитетом Фронтино. Площадь муниципалитета составляет 391 км².

## Население
По данным Национального административного департамента статистики Колумбии, совокупная численность населения города и муниципалитета в 2012 году составляла 16 793 человек.
Динамика численности населения муниципалитета по годам:
| 2005   | 2006   | 2007   | 2008   | 2009   | 2010   | 2011   | 2012   |
| ------ | ------ | ------ | ------ | ------ | ------ | ------ | ------ |
| 16 816 | 16 806 | 16 832 | 16 828 | 16 820 | 16 808 | 16 808 | 16 793 |

Согласно данным переписи 2005 года мужчины составляли 51,2 % от населения Каньясгордаса, женщины — соответственно 48,8 %. В расовом отношении белые и метисы составляли 98,1 % от населения города; негры, мулаты и райсальцы — 1,9 %.
Уровень грамотности среди всего населения составлял 80 %.

## Экономика
Основу экономики Каньясгордаса составляют сельскохозяйственное производство и добыча полезных ископаемых. На территории муниципалитета выращивают кофе, фасоль, бананы, сахарный тростник, кукурузу и другие культуры.

58,3 % от общего числа городских и муниципальных предприятий составляют предприятия торговой сферы, 31,7 % — предприятия сферы обслуживания, 9 % — промышленные предприятия, 1 % — предприятия иных отраслей экономики.